# بترا مارتيتش
بترا مارتيتش (بالكرواتية: Petra Martić)‏ مواليد 19 يناير 1991 في سبليت، كرواتيا، هي لاعبة كرة مضرب كرواتية بدأت مسيرتها كمحترفة سنة 2008 تلعب باليد اليمنى وتحتل حالياً المرتبة رقم. 125 (14 سبتمبر 2015) في تصنيف رابطة محترفات كرة المضرب. أعلى تصنيف لها في الفردي كان المركز الـ 42 في سنة 2012. شاركت في دورة الألعاب الأولمبية الصيفية.

## الخط الزمني للفردي
مفتاح
| ف | ن | ن.ن | ر.ن | د# | د.م | ل | أ.أ | ت | غ | ب | ف | ذ | م.خ | ل.ت |

(ف) فاز بالبطولة (ن) وصل النهائي (ن.ن) نصف النهائي (ر.ن) ربع النهائي (د#) الأدوار الأربعة الأولى (د.م) دور المجموعات (ل) شارك في كأس ديفيز (أ.أ) خرج من الأدوار الاولى (ت) خسر التصفيات التأهيلية (غ) غاب عن الحدث أو البطولة (ب) حصل على ميدالية برونزية (ف) حصل على ميدالية فضية (ذ) حصل على ميدالية ذهبية (م.خ) بطولة الماسترز خُفضت إلى مرتبة أقل (ل.ت) البطولة لم تعقد في السنة المعينة.
لتجنب الارتباك وازدواجية الحساب، يتم تحديث هذه المعلومات إما في نهاية البطولة، أو عندما تكون مشاركة اللاعب في البطولة قد انتهت.
| الدورة                        | 2008 | 2009 | 2010 | 2011 | 2012 | 2013 | 2014 | 2014 | ف-خ   |
| ----------------------------- | ---- | ---- | ---- | ---- | ---- | ---- | ---- | ---- | ----- |
| بطولة أستراليا المفتوحة للتنس | غ    | ت    | د1   | د2   | د1   | د1   | د1   | د1   | 1–6   |
| دورة رولان غاروس الدولية      | غ    | د2   | د1   | ت    | د4   | د1   | د1   | د1   | 4–6   |
| بطولة ويمبلدون                | غ    | غ    | د2   | د2   | د1   | د3   | د1   | ت1   | 4–5   |
| أمريكا المفتوحة               | ت    | د2   | د1   | د2   | د1   | غ    | ت1   |      | 2–4   |
| فوز-خسارة                     | 0–0  | 2–2  | 1–4  | 3–3  | 3–4  | 2–3  | 0–3  | 0–2  | 11–21 |

## الخط الزمني للزوجي
مفتاح
| ف | ن | ن.ن | ر.ن | د# | د.م | ل | أ.أ | ت | غ | ب | ف | ذ | م.خ | ل.ت |

(ف) فاز بالبطولة (ن) وصل النهائي (ن.ن) نصف النهائي (ر.ن) ربع النهائي (د#) الأدوار الأربعة الأولى (د.م) دور المجموعات (ل) شارك في كأس ديفيز (أ.أ) خرج من الأدوار الاولى (ت) خسر التصفيات التأهيلية (غ) غاب عن الحدث أو البطولة (ب) حصل على ميدالية برونزية (ف) حصل على ميدالية فضية (ذ) حصل على ميدالية ذهبية (م.خ) بطولة الماسترز خُفضت إلى مرتبة أقل (ل.ت) البطولة لم تعقد في السنة المعينة.
لتجنب الارتباك وازدواجية الحساب، يتم تحديث هذه المعلومات إما في نهاية البطولة، أو عندما تكون مشاركة اللاعب في البطولة قد انتهت.
| الدورة            | 2010 | 2011 | 2012 | 2013 | 2014 | 2014 | ف-خ   |
| ----------------- | ---- | ---- | ---- | ---- | ---- | ---- | ----- |
| أستراليا المفتوحة | د1   | د1   | د3   | د1   | د3   | د1   | 4–6   |
| فرنسا المفتوحة    | د2   | د1   | د2   | د1   | غ    | د1   | 2–5   |
| بطولة ويمبلدون    | د2   | غ    | د3   | د3   | غ    | د1   | 5–4   |
| أمريكا المفتوحة   | د3   | د1   | د1   | د1   | غ    |      | 2–4   |
| فوز-خسارة         | 4–4  | 0–3  | 5–4  | 2–4  | 2–1  | 0–3  | 13–19 |

## روابط خارجية
- بترا مارتيتش على موقع رابطة محترفات التنس (الإنجليزية)
- بترا مارتيتش على موقع الاتحاد الدولي لكرة المضرب (الإنجليزية)
- بترا مارتيتش على موقع كأس بيلي جين كينغ (الإنجليزية)
- بترا مارتيتش على موقع بطولة ويمبلدون (الإنجليزية)
- بترا مارتيتش على موقع خلاصة التنس.كوم (الإنجليزية)
- بترا مارتيتش على موقع اللجنة الأولمبية الدولية (الإنجليزية)
- بترا مارتيتش على موقع أوليمبيديا (الإنجليزية)